# 假面 feat.石井龍也
《KAMEN 假面 feat.石井龍也》為2006年2月8日發行的日本歌手倖田來未第28張單曲。
12週單曲連發第10彈・5萬張完全限定生產作品。單曲封面主題為夏威夷。

## 解說
- 本歌曲與米米CLUB的成員石井龍也的合作曲。

- 男女合唱曲進入TOP3的為濱崎步LOVE ～Destiny～/LOVE ～since 1999～以來，6年10個月再次進榜也是2000年的第一次。

- 本單曲中的"with your darling version"只收錄石井龍也的獨唱；"with your honey version"只收錄倖田來未的獨唱，為12週單曲連發中唯一收錄3種類的版本的單曲。歌曲的作詞、作曲皆為石井龍也。

## 發行版本
- CD ONLY

## 曲目
1. KAMEN 假面 feat.石井龍也
2. KAMEN 假面 feat.石井龍也 (with your darling version)
3. KAMEN 假面 feat.石井龍也 (with your honey version)
4. KAMEN 假面 feat.石井龍也 (Instrumental)

## 資料來源
日本維基 KAMEN feat.石井竜也 （页面存档备份，存于）